# Wurmbea cernua
Wurmbea cernua är en tidlöseväxtart som beskrevs av Terry Desmond Macfarlane. Wurmbea cernua ingår i släktet Wurmbea och familjen tidlöseväxter. Inga underarter finns listade i Catalogue of Life.